# (36623) 2000 QS155
2000 QS155 (asteroide 36623) é um asteroide da cintura principal. Possui uma excentricidade de 0.24291500 e uma inclinação de 11.96096º.
Este asteroide foi descoberto no dia 31 de agosto de 2000 por LINEAR em Socorro.